# ویلیام-سونوما
ویلیام-سونوما (انگلیسی: Williams-Sonoma, Inc.) شرکت خرده‌فروشی آمریکایی است، که در سال ۱۹۸۰ تأسیس شد.